# Chasse à l'alligator aux États-Unis

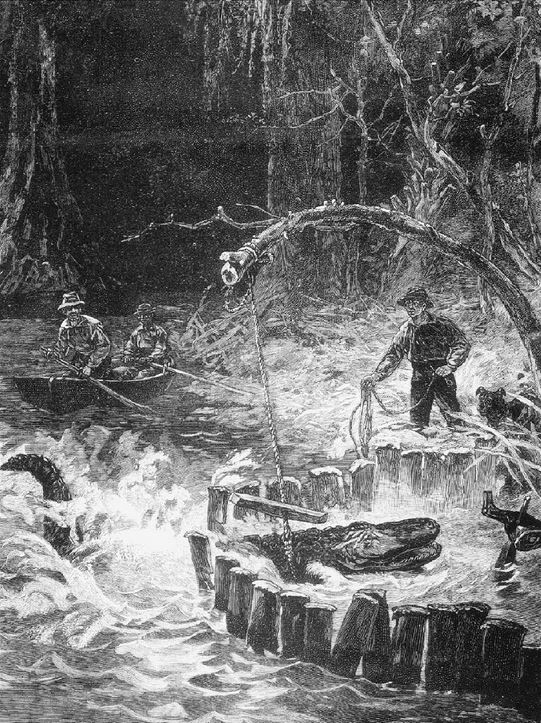
Alligator capturé au collet (illustration de 1884).

La chasse à l'alligator est la capture ou l'abattage des alligators pour des raisons de sécurité, dans un but économique ou pour le loisir.
Avec un permis et les étiquettes appropriées, l'Alligator d'Amérique (Alligator mississippiensis) peut être légalement chassé dans le Sud-Est des États-Unis. Les États de Floride, de Géorgie, d'Alabama, d'Arkansas, du Mississippi, de Louisiane, de Caroline du Nord, de Caroline du Sud et du Texas distribuent tous des permis de chasse aux alligators.

## Techniques
Selon les circonstances, les chasseurs utilisent généralement une combinaison des éléments suivants, :
- hameçon et ligne, canne à pêche
- arbalètes, arc et flèches
- harpon, lance et filet
- arme à feu.

L'utilisation d'un hameçon et d'une ligne est la méthode la plus courante. Il s'agit de fixer un hameçon solide et une ligne à un arbre ou à un poteau dans le sol. L'hameçon est généralement appâté avec du poisson ou un morceau de poulet. Une fois l'appât avalé, le chasseur revient pour remonter et abattre l'alligator. Les méthodes de chasse autorisées varient selon les États. En Caroline du Sud et en Floride, un alligator doit être capturé avant d'être tué avec une arme de poing ou un bangstick,. Un bangstick est une arme à feu pour milieu aquatique qui s'active uniquement lorsqu'elle est en contact direct avec la cible.
L'alligator est protégé par ses écailles qui forment une véritable armure : les balles peuvent facilement ricocher dessus, et pour le tuer rapidement, il est nécessaire de viser entre la base du crâne et la première vertèbre.

## Historique

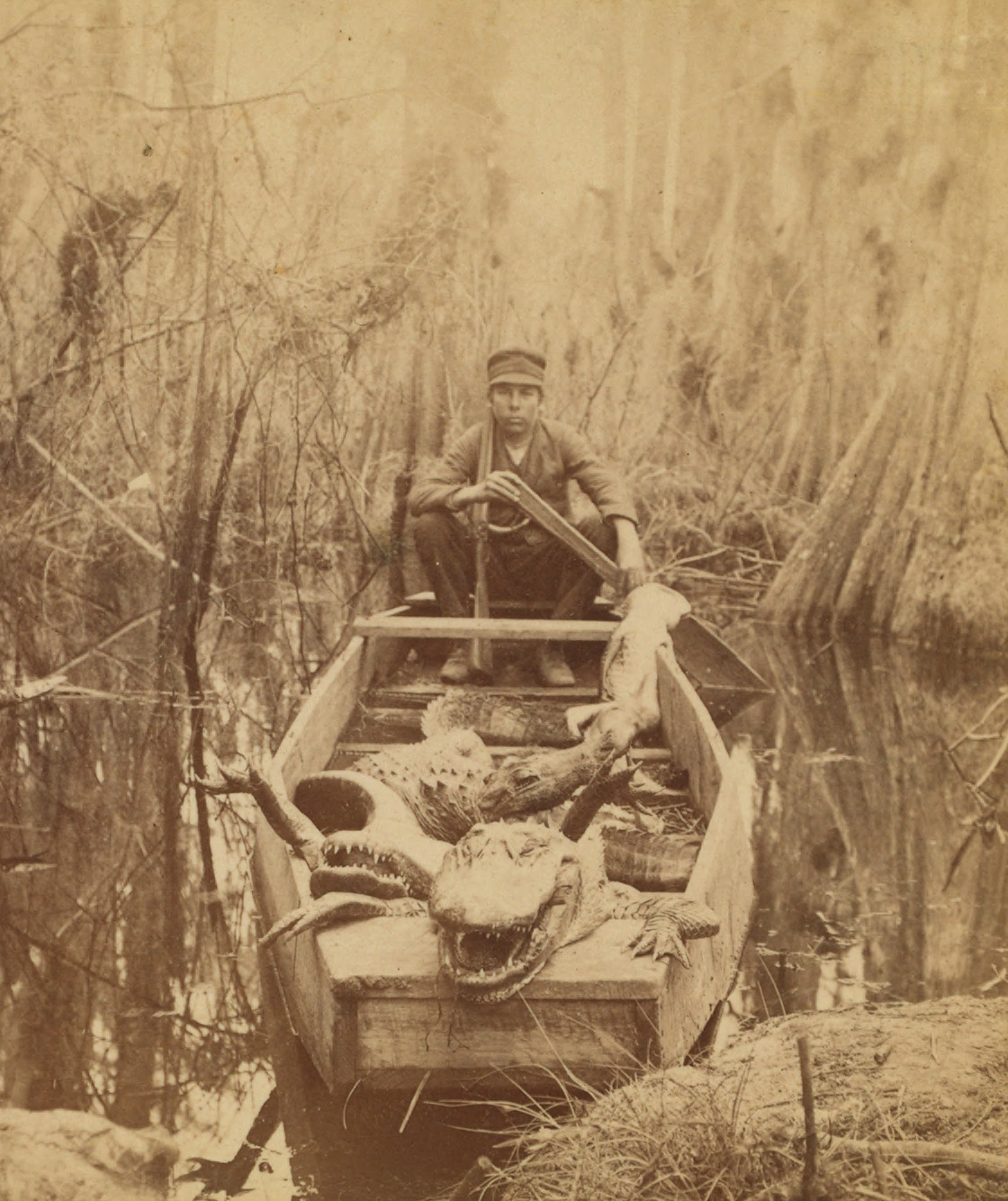
Chasse en Floride (avant 1905).

Historiquement, la destruction de l'habitat et la chasse non réglementée ont entraîné une importante diminution des populations d'alligators.
Au XIXe siècle, les espèces de crocodiliens sont principalement chassées pour leur cuir. L'espèce Alligator mississippiensis est la première à être chassée à grande échelle dans un but commercial. Ce type de chasse se propage ensuite en Amérique du Sud (caimans) puis en Afrique, Australie et Asie. Rien qu'en Louisiane, le nombre d'alligators tués entre 1880 et 1933 est estimé entre 3 et 3,5 millions d'individus.
L'Alligator mississippiensis est officiellement placé sous protection en 1967 (en vertu d'une loi précédant l'Endangered Species Act de 1973),.
À la fin des années 1980, les résultats des comptages et l'augmentation de plaintes pour nuisance démontrent le rétablissement de l'espèce. En 1978, les appels pour des animaux posant problèmes avoisinent les 5 000 ; à la fin des années 2010, ils dépassent largement les 10 000 par an. En 1987, son statut se voit modifié pour faciliter la gestion des populations,.
Depuis le début du XXIe siècle, des programmes de chasse aux alligators sont mis en place dans la majorité des États américains où l'espèce est présente.
La chasse permet de réguler la densité des alligators et de protéger la population humaine. Les attaques mortelles sur l'homme restent rares. Entre 1948 et 2020, 31 personnes ont été officiellement tuées par un alligator aux États-Unis. En moyenne, une personne est tuée par un alligator tous les 3 ou 4 ans.

## Chasse par États

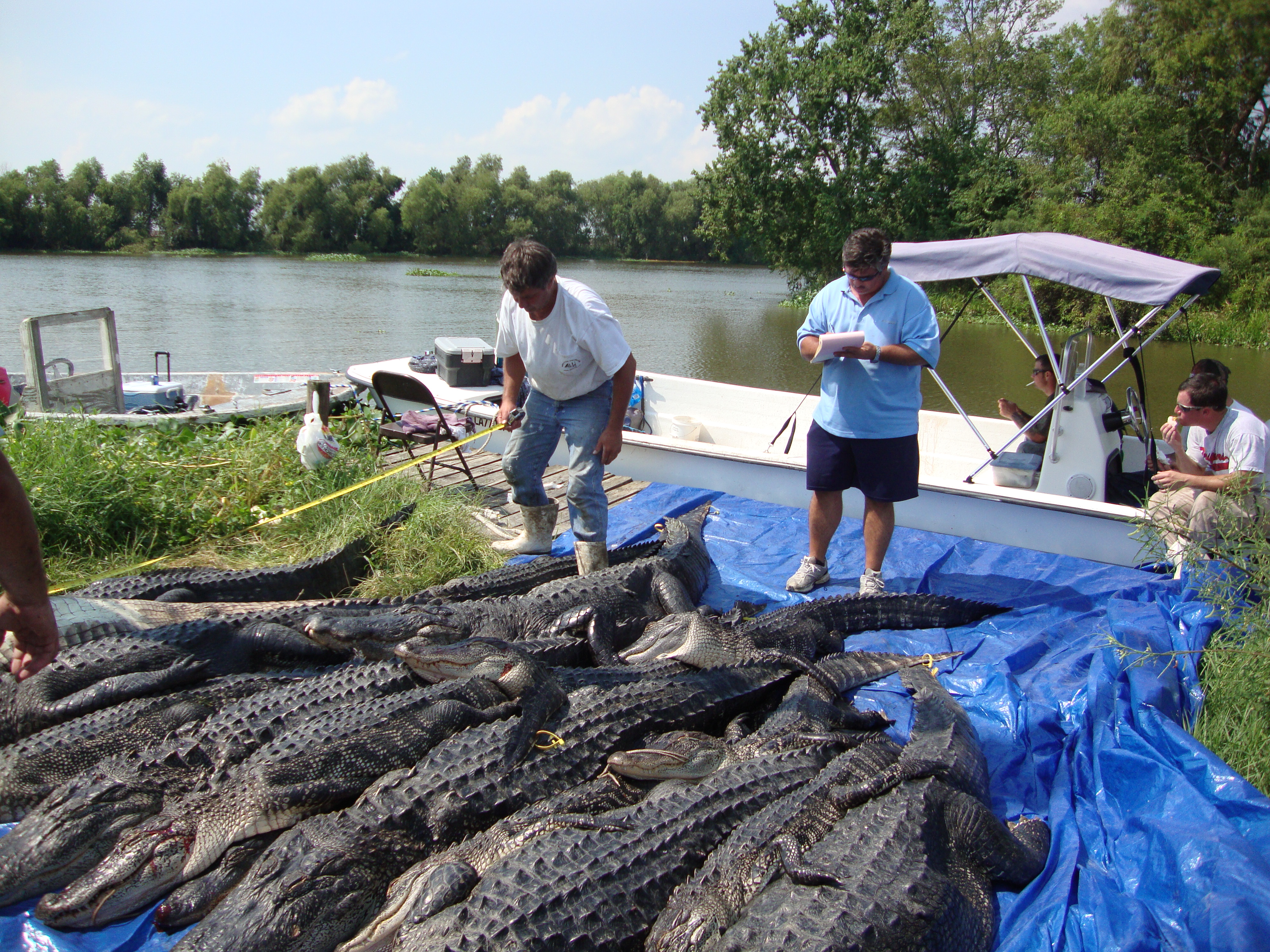
Retour d'une chasse en Louisiane. Les animaux sont mesurés et les étiquettes sont bien visibles au niveau des queues.

La vente des permis de chasse permet de financer de nombreuses activités des Departments of Wildlife, Fisheries, and Parks comme la gestion de la faune sauvage, des projets de recherche, de la prévention et des projets éducatifs auprès du grand public.
Dans la plupart des États, les permis pour chasser sur les terres publiques sont délivrés par tirage au sort. Tout animal abattu doit être marqué par une étiquette CITES et le chasseur doit signaler et enregistrer sa capture dans les 24 heures.
La chasse peut être une activité très lucrative. Dans les États où les populations sont importantes (Louisiane, Floride et Texas), un chasseur professionnel peut gagner plus de 50 000 $ lors d'une bonne saison de chasse. Mais la chasse à l'alligator reste une activité dangereuse. Les animaux sont puissants et peuvent dépasser les 4 mètres de long pour plusieurs centaines de kilos,. Les morsures sont des accidents courants dans ce type de chasse,.

### Alabama
L'Alabama est le premier État américain à protéger l'espèce dès 1938. En 2022, sa population est estimée à 70 000 animaux.
La chasse à l'alligator y est autorisée depuis 2006. L'Alabama a cinq zones de chasse publiques. Le permis, tiré au sort, donne droit à un seul animal. Seuls les résidents de l'État peuvent chasser l'animal sur le territoire. Un chasseur originaire d'un autre État ne peut qu'être accompagnant. La chasse est ouverte durant le mois d'août et se déroule essentiellement de nuit (du coucher au lever du soleil). L'utilisation d'appâts est interdite ; et l'animal doit être capturé avant d'être tué.

### Arkansas
La population d'alligators de l'Arkansas a fortement diminué au début du XXe siècle. L'espèce est protégée dès 1961 et un programme de lâchés d'animaux issus de la Louisiane a lieu dans les années 1970.
La chasse sportive à l'alligator est autorisée depuis 2007 en Arkansas. Pour cette première année, 32 chasseurs ont capturé 21 animaux.
Il y a trois zones de chasse. Les chasseurs demandent leur permis en juin. Seuls les résidents de l'État peuvent chasser dans les eaux publiques. La période de chasse dure 15 jours durant la seconde moitié du mois de septembre. La chasse se déroule de nuit et chaque permis donne droit à un animal de plus d'1,20 m. L'animal doit être capturé par un collet ou un harpon. Les armes à feu ne peuvent être utilisées que pour la mise à mort,,.
En 2019, 118 permis ont été délivrés pour 84 animaux tués.
Depuis les lâchés réalisés, peu de données sont connues sur la population d'alligators présente en Arkansas. Les données fournissent tout de même une tendance à l'augmentation et une estimation de 2 000 à 3 000 animaux est avancée,.

### Caroline du Nord
L'espèce a pratiquement disparu de l'État au début du XXe siècle. La mise en place de protections (aussi bien sur l'espèce que l'habitat de celle-ci) et des lâchers d'animaux a permis de reconstituer une petite population en Caroline du Nord. Au début du XXIe siècle, sa population est estimée à 1 000 animaux, essentiellement présents sur la zone côtière, dans le Sud-Est de l'État, et est en augmentation,,.
La chasse à l'alligator y est autorisée depuis 2018. Pour la première année, 20 permis sont délivrés pour le comté de Hyde,. Elle est ouverte durant tout le mois de septembre et chaque chasseur a droit à un animal.

### Caroline du Sud
Les nuisances et conflits augmentant, des piégeurs agréés sont autorisés à capturer et déplacer les animaux à problèmes à partir de 1989. Cela concerne entre 300 et 350 alligators par an.
Finalement, la chasse à l'alligator est autorisée à partir de 2008. Chaque chasseur à droit à un seul animal. En 2023, 1 000 permis sont autorisés (pour 9 000 demandés). La population est estimée à plus de 100 000 animaux au début des années 2020.
L'animal doit être capturé par un collet. Les armes à feu ne peuvent être utilisées que pour la mise à mort.

### Floride
L'alligator peut être chassé dans presque tous les comtés. Les territoires de chasse publics sont divisés en 69 zones. Pour chasser sur des terres privées, l'autorisation du propriétaire est nécessaire. La saison de chasse à lieu entre le 15 août et le 1er novembre. Chaque permis donne droit à deux animaux dont la taille doit dépasser les 45 cm. Le bangstick est la seule arme à feu autorisée.
En 2015, plus de 6 700 alligators ont été abattus et la vente des permis a généré 1,5 million de $US (le prix est de 272 $ le permis et 1 000 $ pour un chasseur originaire d'un autre État).
La population d'alligators de l'État est estimée à plus de 1,3 million d'animaux. La Floride a la deuxième plus grosse population des États-Unis, juste derrière la Louisiane.
Le braconnage d'alligator peut être puni jusqu'à cinq ans de prison et 5 000 $ d'amende,.

### Géorgie

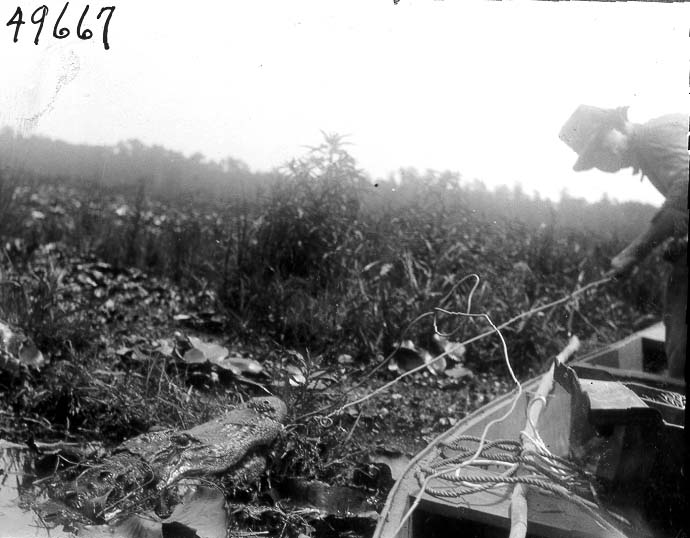
Alligator capturé avec une ligne et un hameçon (Géorgie, 1925).

En Géorgie, les chasseurs doivent s'inscrire entre le 1er juin et le 15 juillet pour un tirage au sort numérique. La saison de chasse se déroule de mi-août à début octobre. Chaque chasseur peut tuer un animal de plus de 120 cm de long. La partie sud de l'État est divisée en 11 zones de chasses, chacune avec un quota de chasseurs bien défini.
En 2022, 1 030 permis ont été attribués et 390 animaux capturés. La population d'alligators de l'État est estimée entre 200 000 et 250 000 animaux.

### Louisiane
La chasse non régulée et la destruction de l'habitat ont fortement affecté les populations d'alligators de l'État de Louisiane, abaissant la population à moins de 100 000 individus dans les années 1950. Son déclin est visible avec la forte diminution des prises et pousse l'État à interdire sa chasse entre 1962 et 1972 pour laisser le temps aux populations de se stabiliser.
Cette interdiction permet aux populations d'augmenter à nouveau et la chasse est réouverte en 1972,. Le développement des fermes d'élevage à partir de 1986 permet aussi de faciliter la gestion de la population sauvage.
La chasse de nuit est interdite et il n'y a aucune restriction sur la taille des animaux pouvant être capturés. La chasse par ligne et hameçon est la seule technique autorisée dans les terres publiques ; sur les terres privées, le chasseur peut utiliser l'arc et les armes à feu (sauf le fusil de chasse).
Au début du XXIe siècle, la population de l'espèce dépasse les 2 millions. 2 900 permis de chasse sont délivrés annuellement pour une moyenne de 24 000 animaux tués. L'année 2014 est la saison avec la plus conséquente avec 36 300 animaux capturés.
L'espèce a un poids économique important pour l'État de Louisiane. La chasse à l'alligator représente 3,5 millions de $ en 2019.  En prenant la filière complète (fermes d'élevage, tourisme...), l'alligator a rapporté 235 millions de $ cette même année.

### Mississippi
En 1989 est créé le Projet de gestion et de contrôle des alligators (Alligator Management and Control Project). Le Mississippi Department of Wildlife, Fisheries, and Parks (Département de la faune, de la pêche et des parcs) peut ainsi surveiller l'espèce, contrôler les animaux à problèmes et faire de la prévention auprès de la population.
La chasse à l'alligator y est autorisée depuis 2005. Lors de cette première année, 50 permis ont été autorisés et 30 alligators prélevés.
Depuis 2008, deux saisons sont ouvertes tous les ans : une saison dans les « eaux publiques » (Public Waters Alligator Season) et une saison dans les « terres privées » (Private Lands Alligator Hunting Season).
Pour les « eaux publiques », les chasseurs souhaitant obtenir un permis doivent s'inscrire pour un tirage au sort numérique au début du mois de juin. Les gagnants ont 48 heures pour valider leur inscription en payant le permis. Dans le cas contraire, le permis est remis en jeu lors d'un deuxième tirage. Le territoire est divisé en sept zones de chasse. Chaque permis délivré est rattaché à un territoire donné et donne droit à capturer deux animaux. La période de chasse dure 10 jours. En 2021, sur les 6 103 inscrits, 985 permis ont été délivrés et 776 animaux ont été capturés.
Pour les « terres privées », la chasse est autorisée dans 36 des 82 comtés de l'État. Un permis donne droit à récolter deux alligators de 4 pieds (1,20 m) minimum mais un seul peut dépasser les 7 pieds (2,10 m). En 2021, 117 animaux sont prélevés.
En 2021, la simple vente des permis a généré près de 293 700 $.

### Texas
Au Texas, l'espèce est présente dans l'Est et le Sud-Est de l'État et sa population est estimée entre 400 000 et 500 000 animaux en 2023.
La chasse à l'alligator y est à nouveau autorisée depuis 1987. Avant 2005, un permis spécial pour l'alligator était demandé ; depuis cette date, un simple permis de chasse est suffisant.
La chasse y est interdite de nuit et elle est autorisée seulement sur les terres privées. La période de chasse varie en fonction des comtés. Deux zones sont définies : les core counties et les non-core counties. Les core counties (« comtés principaux »), au nombre de 22, sont les comtés où l'espèce est présente historiquement. Dans les non-core, elle est ouverte entre le 1er avril et le 30 juin et donne droit à un seul animal ; dans les core, c'est entre le 10 et le 30 septembre. Les grandes lignes réglementant cette chasse sont identiques pour tous les comtés, mais chacun possède une réglementation qui lui est propre.
Pour chasser sur les terres publiques, une demande spéciale de permis doit être réalisée.
Un festival consacré à l'alligator a lieu tous les ans en septembre dans la petite ville d'Anahuac : le Gatorfest,.

## Produits

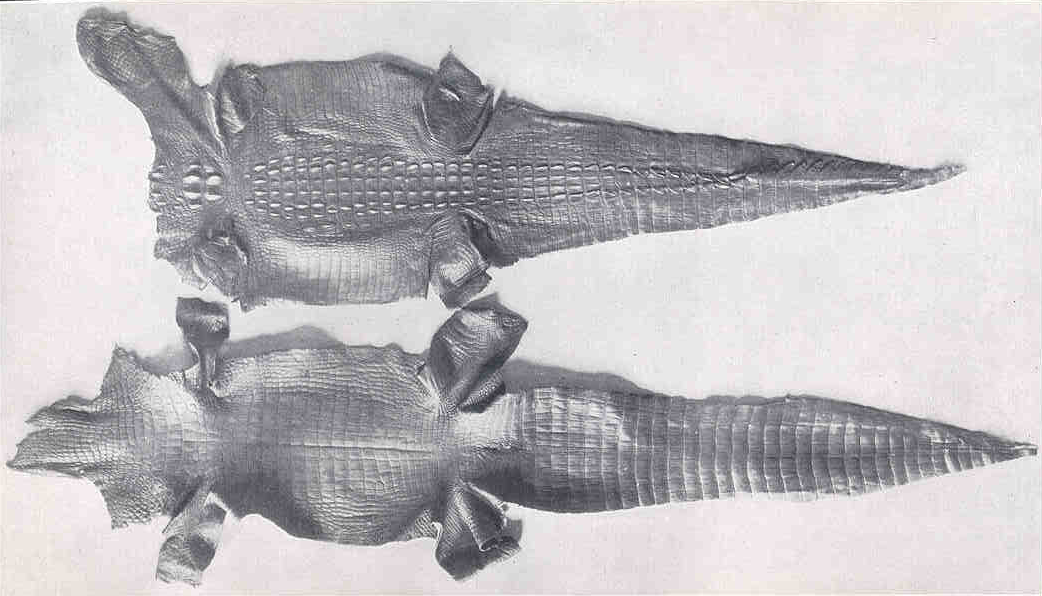
Cuir d'alligator.

Les principaux produits de la chasse aux alligators sont la viande et le cuir. Le cuir est récolté depuis les années 1800. Il est utilisé dans la fabrication de bottes, de ceintures et de selles. Au début des années 1900, certains États commencent le tannage commercial du cuir d'alligator. La popularité croissante de celui-ci conduit à l'essor de l'élevage d'alligators. Ainsi, la production en Louisiane pour 2014 est de 383 000 peaux pour plus de 77 millions de $US.
Un chasseur souhaitant vendre sa prise (viande et/ou cuir) ne peut la vendre à des clients privés. Il doit impérativement passer par des personnes agréées ayant un permis pour revendre les produits. Les animaux sont achetés en fonction de leur taille. Le prix au pied (30 cm) est variable selon la taille de l'animal (plus il est grand et plus le prix au pied augmente) et selon l'État.

## Culture populaire
La série télévisée Swamp People présente la chasse à l'alligator dans le bassin d'Atchafalaya, en Louisiane. Lancée en 2010 et toujours en production, elle est composée, en 2023, de 14 saisons pour 242 épisodes.